# Brochfael ap Meurig
 Brochfael ap Meurig (fl. décennie 880) règne sur le  royaume de Gwent.

## Contexte
Brochfael ou Brochwael et Ffernfael, les fils de Meurig ap Arthfael descendant de Ithael ap Morgan, sont issus d'une lignée secondaire de la dynastie comme le souligne leur généalogie :
[B]rocmail map Mouric map Artmail [map Guriat map Brocmail] map Ris map Iudhail map Morcant.
Ils sont évoqués ensemble dans la « Vita d'Alfred » par Asser ce qui suggère qu'ils gouvernent collégialement. Leur règne conjoint est contemporain des agressions sur plusieurs fronts auxquelles le royaume de Gwent doit faire face à cette époque. Selon Asser ils sollicitent le soutien d'Alfred le Grand contre le Mercien Æthelred qui est particulièrement hostile aux Gallois et recherche toutes les occasions pour attaquer leurs frontières. Ils doivent par ailleurs faire face au dévastations des Vikings chassés du Wessex qui pillent les côtes du pays vers 894 comme le mentionnent les Annales. Enfin le royaume de Gwent comme le reste du pays de Galles est en butte à l'agressivité du royaume de Gwynedd dirigé par Anarawd ap Rhodri et ses frères. Dans la documentation conservée  Brochfael intervient comme « souverain principal » par rapport à son frère et corégent.
Les deux frères sont mentionnés comme témoins mais non comme des rois dans des chartes de l'époque des évêques Nudd et Cerenhir.  Brochfael  est par contre bien considéré comme souverain à la fin de l'épiscopat de  Cerenhir et sous l’évêque Cyfeiliog de Llandaff  avec lequel il entre en conflit et qui l'excommunie. Il doit alors se soumettre au prélat et effectuer de nombreuses donations pour obtenir la levée de la sanction ecclésiastique qui le frappait.  Brochfael vécut sans doute jusqu'au début de la décennie 920.